# Шевченківська медаль (Канада)
Шевченкі́вська меда́ль (англ. Shevchenko Medal) — найвище визнання, надане Конґресом Українців Канади особам, установам та організаціям за особливий внесок всеканадського значення в розбудову україноканадського етносу.
У Канаді задум на відзначення виник у час святкувань 100-ліття з дня смерті Тараса Шевченка 1961 року. Перші медалі вручено в 1962 на Сьомому Конґресі Українців Канади Українській повстанській армії і прем'єр-міністру Канади Джону Діфенбейкеру.

## Серед лавреатів
- Плав'юк Микола — останній Президент УНР в екзилі
- Евген Чолій — канадський правник українського походження
- Кейван Іван Миколайович — історик мистецтва, графік, живописець, мистецтвознавець